# جورج غاسكوين
جورج غاسكوين (بالإنجليزية: George Gascoigne)‏ (و. 1525 – 1577 م) هو شاعر، ومؤلف، وشاعر قانوني ‏، وكاتب، وسياسي من مملكة إنجلترا، ولد في كردينغتون، توفي في برنك، عن عمر يناهز 52 عاماً.

## مناصب
تولى منصب عضو مجلس النواب في البرلمان البريطاني
- Member of the 1558 Parliament ‏[8][9]
- Member of the 1559 Parliament ‏.[8][9]

## التعليم
تعلم في كلية الثالوث، كامبريدج.